# Yves Jeannin
Yves Jeannin est un chimiste français né le 11 avril 1931 à Boulogne-Billancourt. 
Il est membre correspondant de l'Académie des sciences et professeur émérite à l'université Pierre et Marie Curie.

## Biographie
Il est le fils de Raymond Jeannin, architecte, et de Suzanne Armynot du Chatelet.
Yves Jeannin suit des études à l’École nationale supérieure de chimie de Paris (Ingénieur en 1954, rang de sortie : premier). Son premier emploi est à l’IRSID pour un séjour à Londres à la Royal School of Mines de seize mois avec le Pr F.D. Richardson. Il travaille sur la thermodynamique de l’oxydation des alliages fer-chrome. Il prépare une thèse de Doctorat ès Sciences Physiques (1962) sous la direction du Pr J. Bénard, sur la cristallochimie des sulfures de titane. Il effectue un séjour en 1963 aux États-Unis comme Post-doctoral Research Associate de la Commission de l’Énergie Atomique des États-Unis, Argonne National Laboratory, et Iowa State University.
Il devient Maître de Conférences à l’Université Paul Sabatier de Toulouse en 1964, puis Professeur à l’Université Pierre et Marie Curie, Paris (UPMC), en 1974 où il enseigne à la préparation au concours d’admission aux études médicales à l'hôpital de la Pitié-Salpétrière, en chimie inorganique, à la Maitrise de Chimie de l’UPMC, au magistère de chimie de L’École Normale Supérieure, au diplôme d'études approfondies (DEA) de chimie inorganique, au DEA de cristallographie, à la préparation à l'agrégation de chimie à L’École Normale Supérieure.
Yves Jeannin devient responsable du groupe Chimie de la Commission Lagarrigue chargée de reconstruire les programmes de chimie des Lycées (1976-1980). Il est membre du jury du concours d'agrégation de chimie (1971-1974), membre du Jury d’admission à l’École Normale Supérieure (9 ans), ainsi qu’à celui de l’École Polytechnique (2 ans). À la demande du Ministère, il participe à la mise en place de l'agrégation interne de Sciences Physiques (président du jury, 1985-1988). Il est membre de la Commission proposant au Ministre les Inspecteurs Généraux, membre du jury de recrutement des Ingénieurs du Corps des Mines. Il sera également chargé de mission au Ministère de la Recherche (4 ans) .
Yves Jeannin est membre du Conseil scientifique de l’Université, président de la Commission Recherche de l’UFR de chimie, et membre du Conseil des Études de l’École Normale Supérieure.

## Travaux scientifiques
En recherche, Yves Jeannin montre un intérêt pour la chimie des métaux de transition, à la synthèse et à la structure des espèces qu'ils forment. D'abord en chimie du solide avec l'étude de la non-stœchiométrie des chalcogénures binaires et ternaires de titane et de zirconium,, ensuite il étudie les complexes du fer formés par solvatation en milieu non-aqueux,, à la synthèse et à l'étude par rayons X d’espèces polymétalliques organométalliques, enfin à la chimie des polyoxotungstates. Dans ce dernier cas, ce sont essentiellement les composés contenant la brique XW9 qui ont retenu son attention,,. Le laboratoire a largement contribué au développement de leur synthèse et de leur étude structurale par rayons X et par RMN du tungstène ; il a détenu le record du plus gros polytungstate connu. En chimie organométallique, étude de l’action des aminoalcynes, des thioalcynes sur le fer carbonyle et sur le ruthénium carbonyle,,,, ; des composés clusters allant jusqu’à cinq atomes de fer ont été isolés. Il s'est également intéressé à la chimie de coordination du cuivre et du molybdène. Pour accomplir ces recherches sur la création d’un centre de détermination de structure par diffraction des rayons X il a été mis à la disposition des chimistes français comme étrangers ou de laboratoires extérieurs,,.
Ces recherches se sont concrétisées par plus de trois cents publications,.

## Honneurs et distinctions
- Membre puis Président la commission de nomenclature de chimie inorganique de l’Union Internationale de Chimie Pure et Appliquée (IUPAC).
- Membre du Bureau de l’IUPAC puis Président (1989-1991).
- Correspondant de l'Académie des Sciences (1980)[1] (membre de la commission des plis cachetés, de la commission de philosophie et histoire des sciences,  de la commission de métrologie, président du Comité français des unions Scientifiques internationales - COFUSI).
- Docteur Honoris Causa de l'Université de Leeds (1990).
- Lauréat du prix Alexander von Humboldt (1990).
- Professeur invité aux Universités de Hambourg, de Heidelberg, de Munich (Technische Universität).
- Chevalier de l'ordre national du Mérite
- Officier de l'ordre des Palmes académiques